# Tatjana Zjyrkova
Tatjana Zjyrkova (1970) is een Russische ultraloper. Ze heeft het Europees record in handen op de 100 km.
In 2002 won ze de De Nacht van Vlaanderen, een ultraloop over 100 km. Op 11 september 2004 won ze de 100 km van Winschoten (100 km) in een Europees record van 7.10,32. Een jaar later liep ze de marathon van Frankfurt in een persoonlijk record van 2:37.06.

## Persoonlijke records
| Onderdeel | Prestatie | Datum             | Plaats     |
| --------- | --------- | ----------------- | ---------- |
| marathon  | 2:37.06   | 30 oktober 2005   | Frankfurt  |
| 100 km    | 7:10.32   | 11 september 2004 | Winschoten |

## Palmares

### marathon
- 2000: 10e marathon van Omsk - 2:50.11
- 2005: 7e Marathon van Frankfurt - 2:37.06
- 2006: 8e Marathon van Istanboel - 2:39.25

### ultra
- 2002:  De Nacht van Vlaanderen / WK in Torhout (100 km) - 7:37.06
- 2003:  EK in Chernogolovka (100 km) - 7:19.51
- 2003:  Comrades - 6.17,50
- 2004: 8e Old Mutual Two Oceans (56 km) - 3:55.45
- 2004: 5e Comrades - 6.28,02
- 2004:  WK in Winschoten (100 km) - 7:10.32
- 2005: 5e Old Mutual Two Oceans (56 km) - 3.47,13
- 2005:  Comrades - 5.58,50
- 2006:  Old Mutual Two Oceans (56 km) - 3.35,19
- 2006:  Comrades  - 6.27,21
- 2007: 7e Old Mutual Two Oceans (56 km) - 3:49.36
- 2008:  Old Mutual Two Oceans (56 km) - 3:39.24
- 2008:  Comrades - 6.17,46
- 2008:  Wereldbeker in Tarquinia (100 km) - 7:23.33
- 2009;  Comrades - 6.15,03